# Hostovické lúky
Hostovické lúky je přírodní rezervace v oblasti Východní Karpaty.
Nachází se v katastrálním území obce Hostovice v okrese Snina v Prešovském kraji. Území bylo vyhlášeno či novelizováno v letech 1980, 1993 na rozloze 4,6861 ha. Ochranné pásmo nebylo stanoveno.